# Fortalesa dàcia de Căpâlna

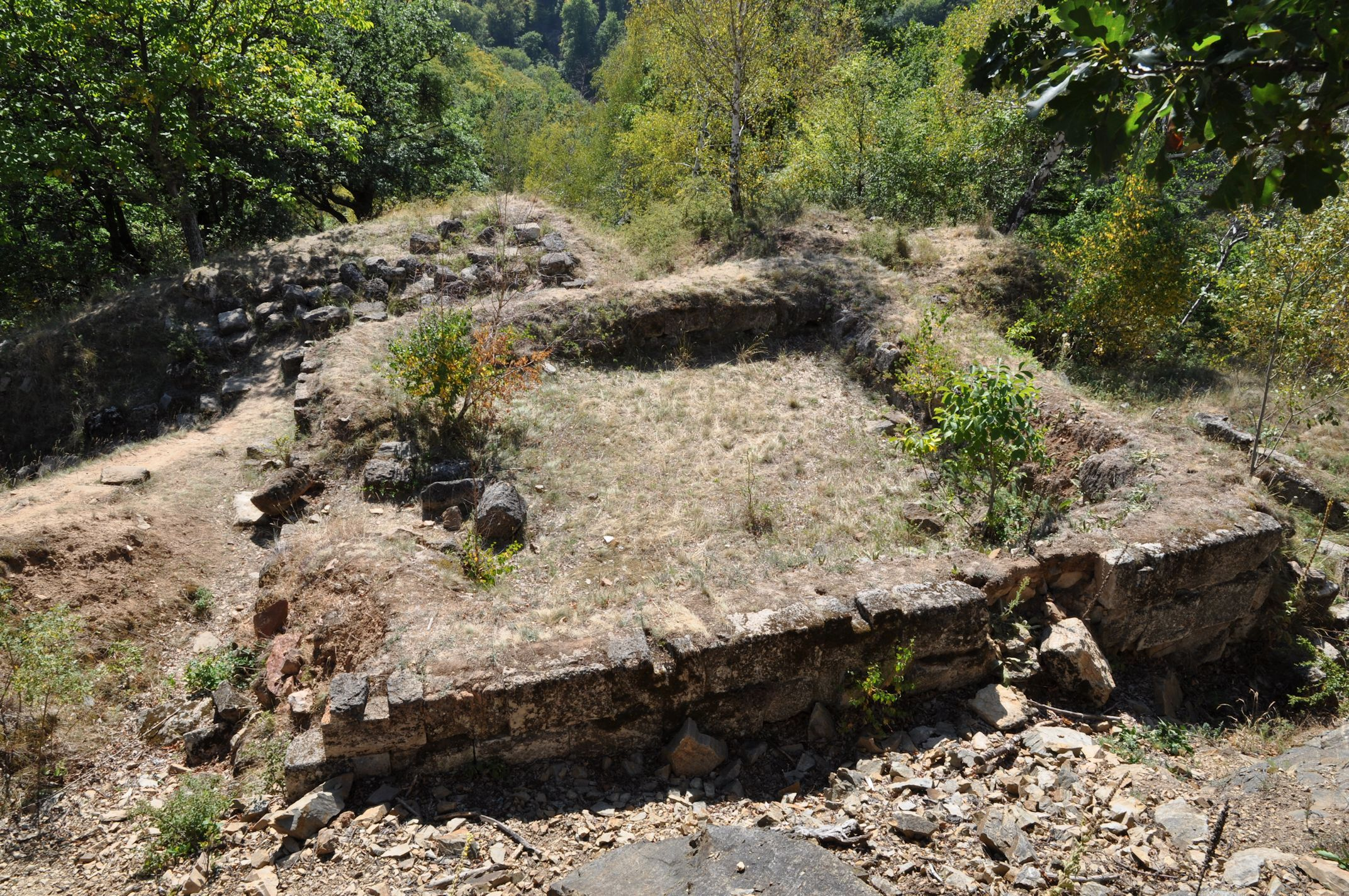
Casa torre (9,5 mx 9,5 m) construïda amb blocs de pedra calcària

La fortalesa dàcia de Căpâlna està situada al cim d'un turó. Va ser construït en la segona meitat de segle primer abans de Crist com una defensa militar, que guarda l'entrada de la Vall de Sebeş a la capital del regne de la Dàcia, Sarmizegetusa Règia.
Se suposa que la fortalesa era la residència d'un capçal daci. Les troballes arqueològiques inclouen ceràmica, eines de ferro i bronze, joies de plata i bronze i monedes romanes del període republicà i imperial. Al voltant del 2002 - 2003 s'hi van descobrir un collaret d'or i dues arracades d'or.
La fortalesa va ser testimoni de les batalles daci-romanes durant les guerres dàcies de Trajà. A la primera guerra, el fort fou ocupat pels romans. En última instància, va ser cremada i destruïda pels romans cap al 106 dC.
La fortalesa està envoltada per un mur el·líptic (aproximadament 270 metres de llarg). La muralla va ser parcialment destruïda durant la primera guerra i va ser reconstruïda a correcuita just abans de la segona guerra.
A l'interior es van trobar dues terrasses. A la terrassa de nivell superior, al punt més alt, existia una torre d'observatori.
Una casa torre (9,5 mx 9,5 m) es va situar estratègicament a prop de la porta principal fortificada. Una segona porta situada a la vall de Sebeș va ser bloquejada després de la primera guerra, un temps després del 102 dC. El fort segueix els principis arquitectònics de les fortaleses dacies de les muntanyes Orăștie; sent la paret el típic murus Dacicus. Fora de la fortificació es van trobar tres cunetes defensives.
Durant les excavacions del 1982 al 1983, es van trobar ruïnes del santuari daci.
El lloc va ser catalogat com a Patrimoni de la Humanitat per la UNESCO el 1999.

## Turisme
A prop del pont de Căpâlna, un cartell indica el camí cap a la fortalesa. S'hi pot arribar caminant uns 2 quilòmetres per una carretera de grava empinada que parteix de la carretera principal (DN67C) situada al fons de la vall.

## Galeria

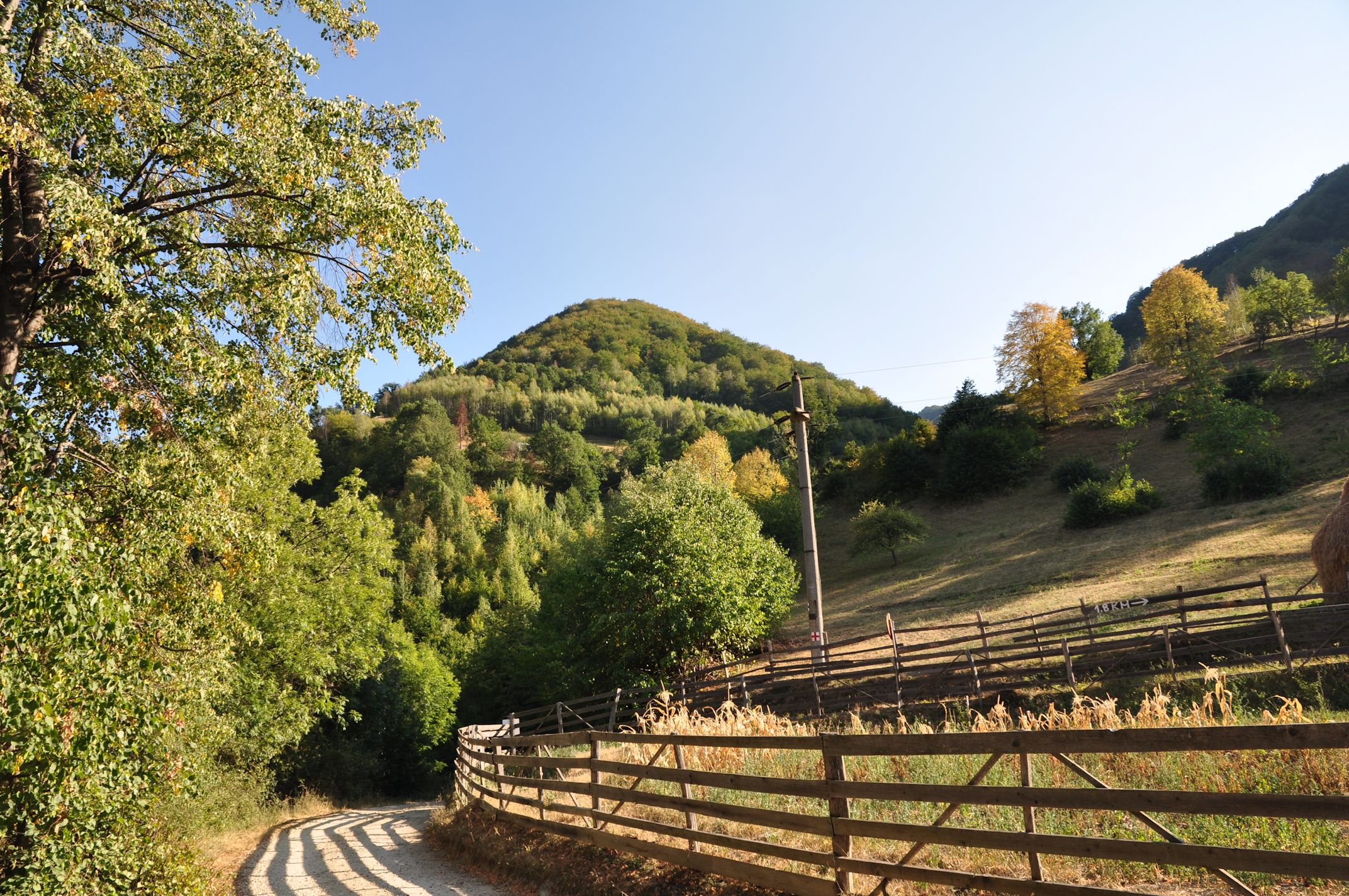
Vista des de la base, prop del riu
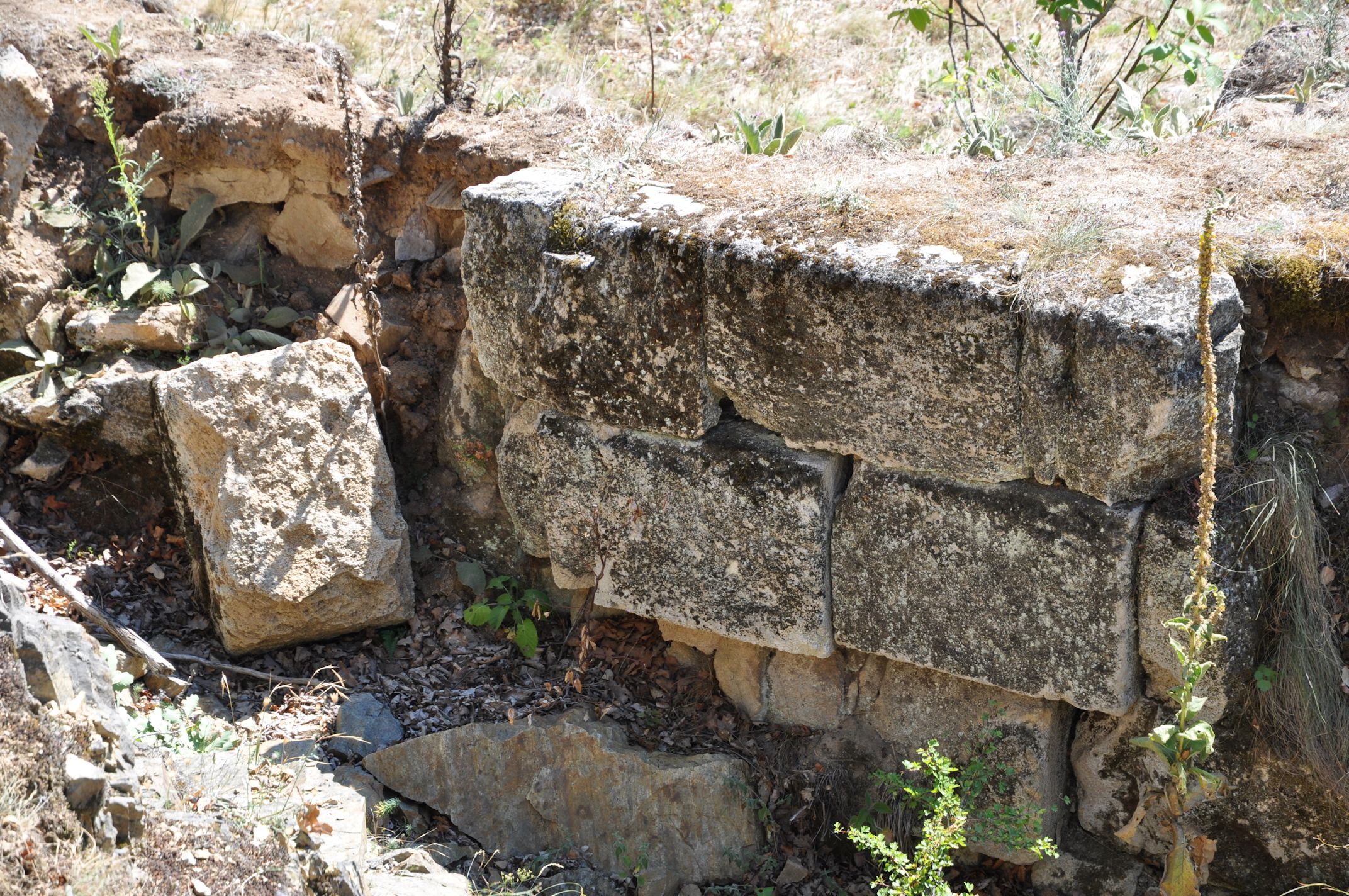
Bloc de pedra de la torre d'habitatge
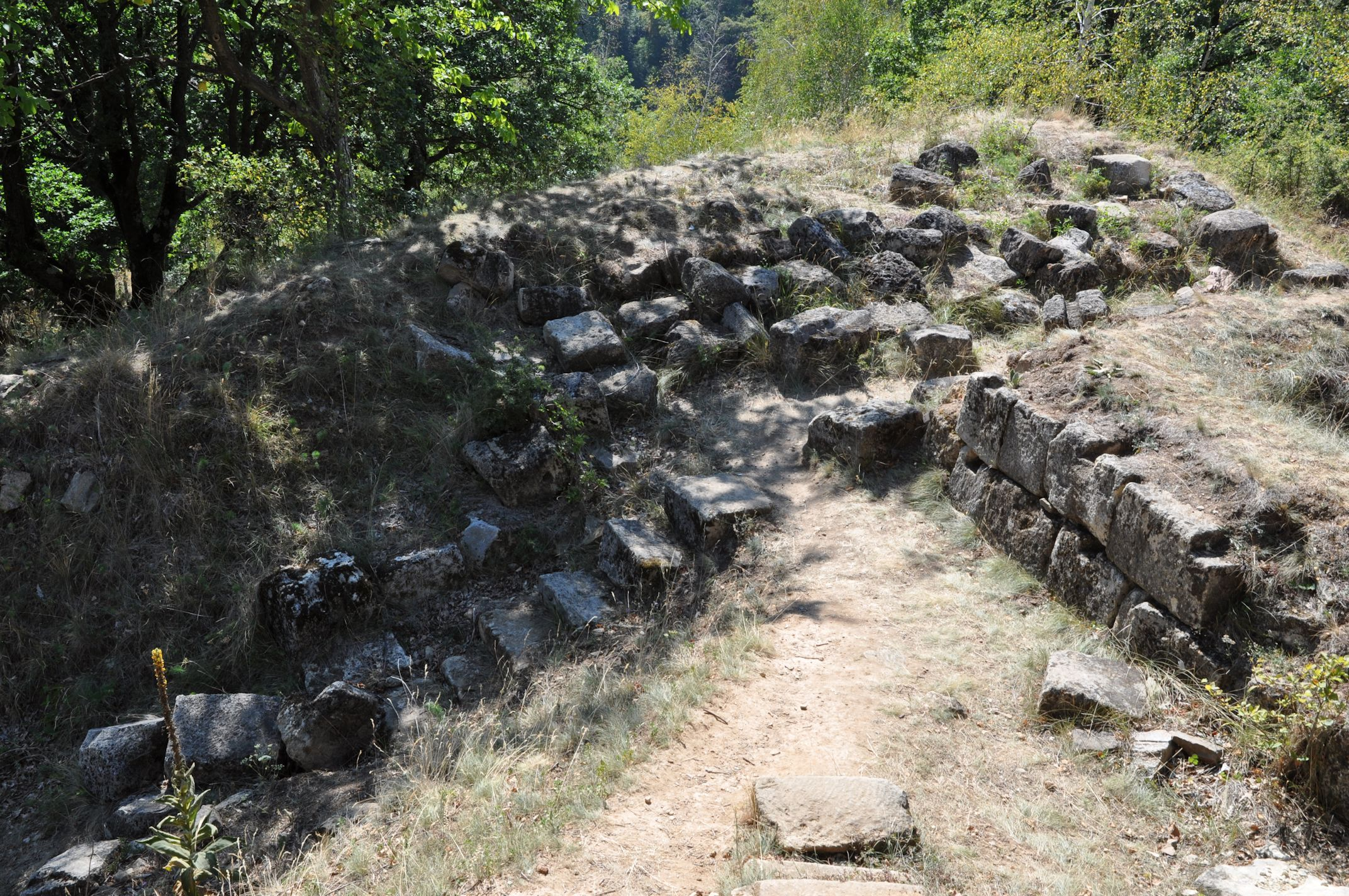
Costat sud-oest de la fortalesa
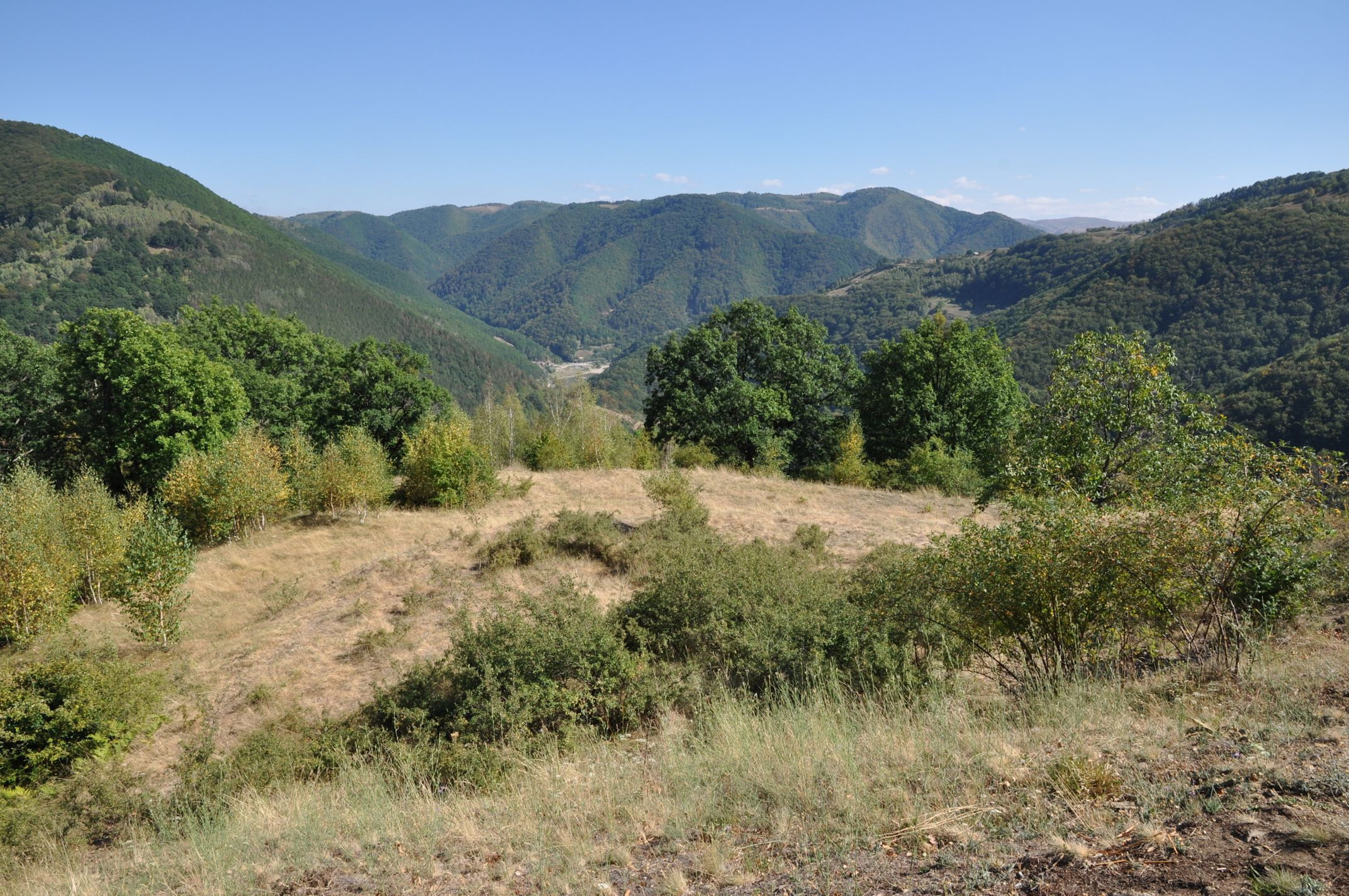
Paisatge al sud-est
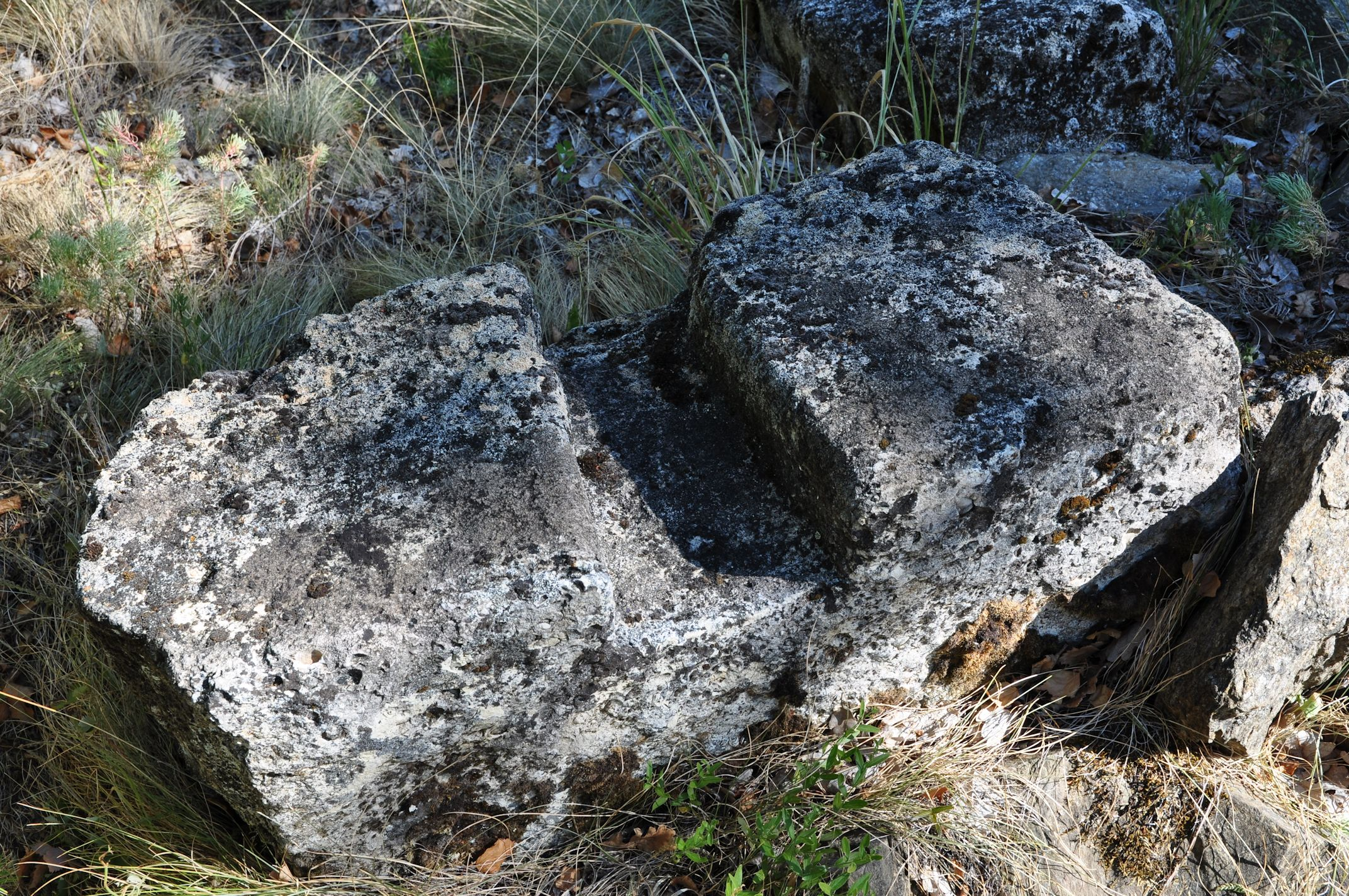
Bloc de pedra Murus Dacicus
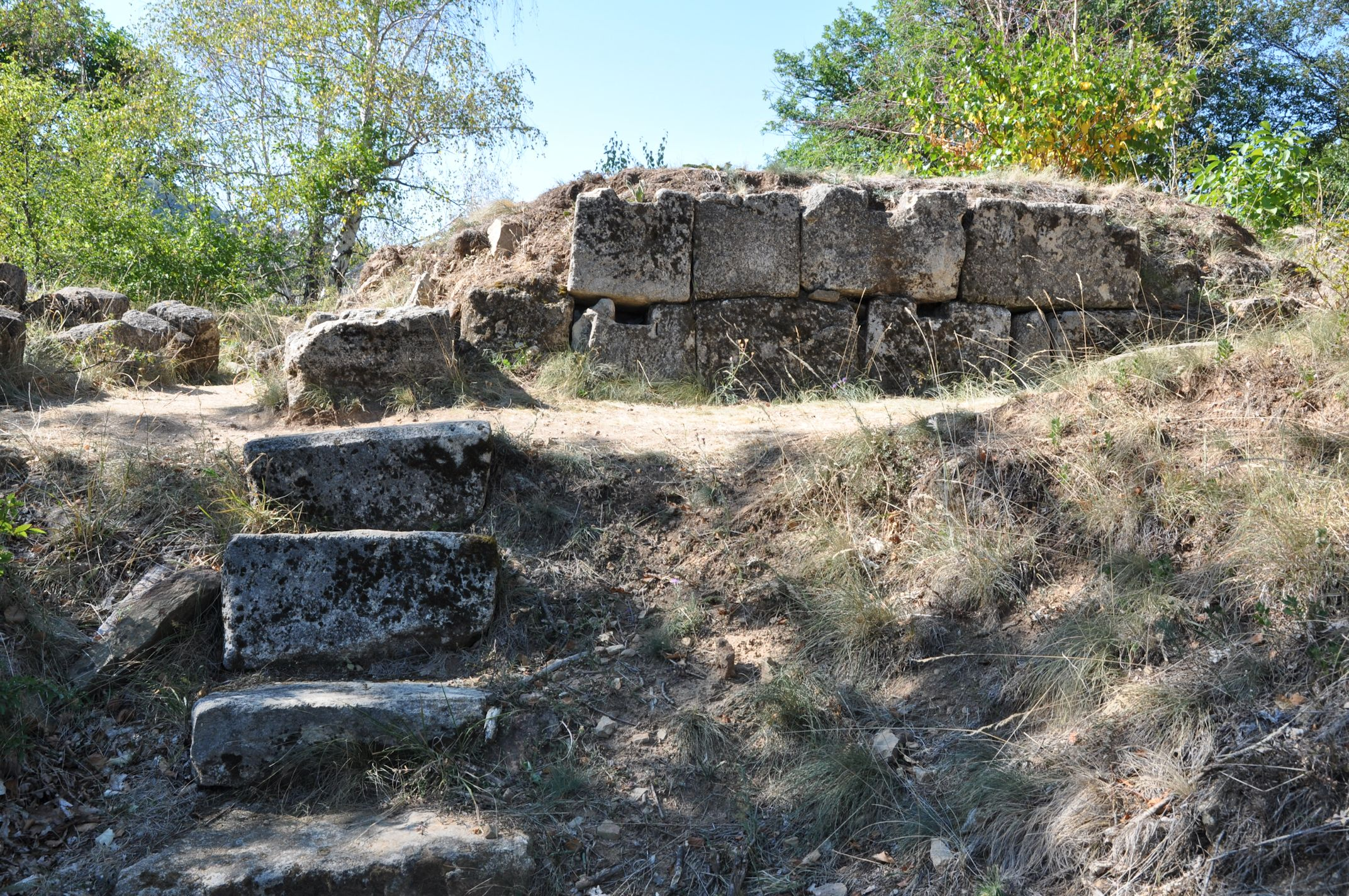
Prop de la porta principal